# ヨハン・ゲオルク・メーゲルレ・フォン・ミュールフェルト
ヨハン・ゲオルク・メーゲルレ・フォン・ミュールフェルト（Johann Georg Megerle von Mühlfeld, 1780年7月22日 ウィーン - 1831年9月15日 ウィーン）はオーストリアの博物学者・自然史研究家。父親はヨハン・バプティスト。
1802年からウィーン自然界・動物界展示室の昆虫コレクションに学芸員輔佐として勤める。その後は正式に管理者となった。1807年に『鉱物学手帖（Mineralogisches Taschenbuch, enthaltend eine Oryctographie von Unterösterreich zum Gebrauche reisender Mineralogen）』を上梓するも、後に鉱物学を断念した。1813年には『オーストリアの染料植物（Österreichs Färbepflanzen）』を公表する。